# 壹万福
壹万福，渤海国官员，壹氏。
渤海文王大钦茂时，壹万福官至青绶大夫。文王大兴三十四年（唐代宗大曆六年、日本寶龜二年、771年），奉命出使日本，同行三百二十五人，分乘十七船。六月，至出羽國登陆。次年正月，入平城京，进献方物。二月，光仁天皇授任壹万福从三位，赐宴。与日本报聘使武生鸟守同归渤海，遇风暴漂流到能登，住在福良津，大兴三十六年（773年）夏，才得归国。